# Saggöfjärden
Saggöfjärden är en fjärd i Åland (Finland). Den ligger i den norra delen av landskapet, 40 km norr om huvudstaden Mariehamn.
I omgivningarna runt Saggöfjärden växer i huvudsak barrskog. Runt Saggöfjärden är det glesbefolkat, med 12 invånare per kvadratkilometer.